# Naturschutzgebiet Lühlingsknapp
Das Naturschutzgebiet Lühlingsknapp mit einer Größe von 2,8 ha liegt südlich von Radlinghausen im Stadtgebiet von Brilon im Osten Nordrhein-Westfalens. Das Gebiet wurde 2008 mit dem Landschaftsplan Hoppecketal durch den Hochsauerlandkreis als Naturschutzgebiet (NSG) ausgewiesen.

## Gebietsbeschreibung
Beim NSG handelt es sich um einen Rotbuchenwald mit Kalkfelsen.
Das Landesamt für Natur, Umwelt und Verbraucherschutz Nordrhein-Westfalen dokumentierte im Schutzgebiet Pflanzenarten wie Breitblättriges Kahlfruchtmoos, Echter Wolfsfuss, Echtes Labkraut, Glattes Neckermoos, Himbeere, Kletten-Labkraut, Nesselblättrige Glockenblume, Seidenmoos, Wald-Bingelkraut, Wald-Gerste, Waldmeister und Zypressen-Schlafmoos.

## Schutzzweck
Das NSG soll den Wald mit dessen Arteninventar schützen. Wie bei allen Naturschutzgebieten in Deutschland wurde in der Schutzausweisung darauf hingewiesen, dass das Gebiet „wegen der Seltenheit, besonderen Eigenart und Schönheit des Gebietes“ zum Naturschutzgebiet wurde.
Der Landschaftsplan führt zum speziellen Schutzzweck auf: „Erhaltung eines struktur- und artenreichen Kalkbuchenwaldes als Lebensraum von Tier- und Pflanzenarten, die durch die landwirtschaftliche Nutzung der Briloner Hochfläche einerseits und durch die Bestockung einiger ursprünglicher Waldbereiche mit nicht heimischen Baumarten andererseits auf Restflächen relativ geringer Größe zurückgedrängt worden sind.“